# Prionolabis vancouverensis
Prionolabis vancouverensis är en tvåvingeart som först beskrevs av Alexander 1943.  Prionolabis vancouverensis ingår i släktet Prionolabis och familjen småharkrankar. Inga underarter finns listade i Catalogue of Life.